# Idioma luiseño
El idioma luiseño es una lengua indígena del grupo tákico de la familia uto-azteca, recibe su nombre de la misión de San Luis Rey en el condado de San Diego, donde muchos miembros del grupo étnico payomkawich (luiseños) fueron concentrados para su evangelización. Está muy cercano al juaneño, frecuentemente considerado un dialecto luiseño (el juaneño debe su nombre a la misión de San Juan Capistrano).

## Clasificación
El luiseño propiamente dicho está estrechamente emparentado con el juaneño. El luiseño-juaneño pertenece al subgrupo luiseño-cahuilla dentro del tákico meridional o cupano.

## Descripción lingüística
La primera obra que describe con cierto detalle el luiseño es La lingua della indi Luiseños de Pablo Tac, hablante nativo de luiseño que colaboró con Carlo Tagliavani. Aunque Tac tenía un dominio perfecto de la lengua todo el estudio está escrito desde el punto de vista de un neófito que describe su lengua materna usando como modelo la gramática tradicional del italiano. Como Tac no tenía una especial formación lingüística, su obra refleja algunas inconsistencias menores, las transcripciones eran simples traslitaraciones fonéticas, por lo que el análisis fonológico es deficiente. Tagliavini publicó otras dos obras que tratan con el luiseño, Observazioni sul dialectto Soshone de S. Luis Rey (donde considera que erróneamente que el luiseño pertenece al grupo "Soshoni" o númico) y Frammento d'un dizzionaretto Luiseño-Spagnolo scrittto di un indigeno. Otra obra largamente considerada como referencia fue el esbozo gramatical de Philip S. Sparkman un colono británico que regentaba unos almacenes de consumbiles en Rincón a principios de siglo XX. Esta obra es altamente consistente y concisa aunque usa una terminología informal a veces difícil de seguir. El mismo autor compiló un diccionario y una gramática, no publicadas, que fueron adquiridas por A. Kroeber. También John P. Harrington (1933) publicó un estudio de la fonología de la lengua. Más reciente y también más valioso desde el punto de vista lingüístico son la serie de artículos que A. Malécot publicó entre 1963 y 1964.

### Fonología
El inventario consonántico viene dado por:
|             |             | Labial | Alveolar | Palatal | Velar | Uvular | Glotal |
| ----------- | ----------- | ------ | -------- | ------- | ----- | ------ | ------ |
| obstruyente | no-continua | p      | t        | ʧ       | k     | q      | ʔ      |
| obstruyente | continua    | v      | s, ð     | ʃ       |       | x      | h      |
| Sonorante   | Nasal       | m      | n        |         | ŋ     |        |        |
| Sonorante   | Líquida     |        | l, ɾ     |         |       |        |        |
| Sonorante   | Semivocal   | w      |          | j       |       |        |        |
Las consonantes "palatales" /ʧ, ʃ/ técnicamente son postalveolares, algunos autores usan para estos fonemas la transcripción alternativa del alfabeto fonético americanista /č, š/.
En cuanto a las vocales si bien Tac y Sparkman postulaban inventarios de 5 vocales, Malécot probó que el número de fonemas vocálicos en oposición consta al menos de siete timbres:
|             | anterior | central | posterior |
| ----------- | -------- | ------- | --------- |
| cerradas    | i        |         | u         |
| casicerrada | ɪ        |         | ʊ         |
| abiertas    | ɛ        | a       | ɔ         |
Algunos pares mínimos para ilustrar la fonemicidad de las vocales casicerradas son:
/i/-/ɪ/: kiš 'casa' - hɪš 'cosa'
/u/-/ʊ/: kut 'baya de saúco' - kʊt 'fuego'
/ɔ/-/ʊ/: mɔyyaq 'está cansado' - mʊjjaq 'deletrea'

### Gramática
Los nombres se flexionan según número gramatical, caso gramatical y persona (cuando son poseídos) según el esquema siguiente:
PREF.POSESIVO - RAÍZ - SUF.NÚMERO - SUF.CASO
Los prefijos posesivos son:
| persona | persona    | singular | plural |
| ------- | ---------- | -------- | ------ |
| 1ª      | 1ª         | nʊ-      | čʊmʔ-  |
| 2ª      | 2ª         | ʊ-       | ʊmʔ-   |
| 3ª      | definido   | pʊ-      | pʊmʔ-  |
| 3ª      | indefinido | a-       | a-     |

La raíz incluye la raíz propiamente dicha y frecuentemente algún sufijo derivativo que a grandes rasgos define la clase semántica, aunque el significado de dichos sufijos amalgamados con la raíz no siempre es enteramente transparente, algunos ejemplos son: /-ɪ/ que es un deverbativo, en nombres de animales, insectos, comida y topónimos; /-mal/ que indica un espécimen joven o diminutivo, /-wʊt/ aumentativo o agentivo, /-at/ aparece con objetos, sustancias, plantas, etc. La marca de caso plural usual es /-ʊm/ (aunque también existen otros alomorfos: /-m, -wʊm, -jʊm, -'ɔm/) algunos ejemplos:
hʊnwʊtmɪ < hʊn-wʊt-ʊm-ɪ (raíz-sufijo-plural-acusativo) 'osos (acusativo)'
atáxʊm < atáx-ʊm-Ø (raíz-plural-nominativo) 'hombres'